# Musikjahr 1677
Liste der Musikjahre

◄◄ | ◄ | 1673 | 1674 | 1675 | 1676 | Musikjahr 1677 | 1678 | 1679 | 1680 | 1681 | ► | ►►

Weitere Ereignisse
Dieser Artikel behandelt das Musikjahr 1677.

## Ereignisse
- 00. Mai: Charles Davenants Semi-Oper Circe, mit der Musik von John Banister dem Älteren, wird in London von der Duke’s Company aufgeführt.
- 09. September: Das Te Deum von Jean-Baptiste Lully wird zur Taufe seines Sohnes Louis Lully uraufgeführt.
- 10. September: Henry Purcell wird als Musiker an den Hof von Karl II.
- Nikolay Diletsky veröffentlicht sein Buch Grammatika musikijskogo penija (Грамматика мусикийского пения, „Die Grammatik einer Melodie“, Smolensk, 1677)
- Das vom Architekten Francesco Santurini konzipierte und am Canal Grande nahe der Rialto-Brücke gelegene Teatro Sant’Angelo in Venedig wird 1677 eröffnet. Die erste hier aufgeführte Oper ist Helena rapita da Paride von Domenico Freschi.

## Instrumental- und Vokalmusik (Auswahl)
- Antonio Maria Abbatini – Antifone a dodici bassi, e dodici tenori reali ... fatta dall’ istesso, a otto chori, il giorno di S. Domenico l’anno 1661, date in luce da D. Domenico da’l Pane, Rom
- Clamor Heinrich Abel – Dritter Theil musicalischer Blumen: bestehend in Allemanden, Correnten, Sarabanden, und Giguen nebenst ihren Variationen: theils mit einer Violin, theils mit einer verstimbten Viola da gamba und Violin, mit ihrem Basso pro clavicembalo; Clamor-Heinrici Abels. In Verlegung Thomæ Heinrich Hauensteins: Gedruckt bey Johann Görlin, Frankfurt am Mayn 1677
- Giovanni Battista Bassani – Balletti, Correnti, Gighe e Sarabande a due violini e basso continuo, op. 1
- David Funck – Stricturæ viola-di gambicæ
- Johann Melchior Gletle – Expeditionis musicae classis IV, op. 5
- Nicolas Lebègue – Pièces de Clavecin, Premier Livre
- Isabella Leonarda – Mottetti, op. 7
- Jean-Baptiste Lully – Te Deum (erstmals am 9. September aufgeführt anlässlich der Taufe eines Sohnes von Lully)[1]
- Georg Muffat – Violinsonate in D-Dur
- Stefano Pasino – Guida e consequenti dell’opera composta in canoni ... cioè Salmi a 4. voci C A T B..., op. 7, Venedig: Giuseppe Sala
- Alessandro Poglietti – Rossignolo
- Lucas Ruiz de Ribayaz – Luz y Norte

Jean-Baptiste Lully – IsisErste Seite des Librettos, Paris 1677

## Musiktheater
- 05. Januar: Die Tragédie lyrique (Oper) in einem Prolog und fünf Akten Isis von Jean-Baptiste Lully (Musik) mit einem Libretto von Philippe Quinault nach den Metamorphosen des Ovid findet Die Uraufführung fand am 5. Januar 1677 am französischen Königshof im Schloss Saint-Germain-en-Laye statt.
- John Banister der Ältere – Circe
- Carlo Grossi – La Giocasta, regina d’Armenia

## Geboren

### Geburtsdatum gesichert
- 02. Februar: Jean-Baptiste Morin, französischer Komponist († 1745)
- 04. Februar: Johann Ludwig Bach, deutscher Komponist († 1731)
- 26. Februar: Nicola Fago, italienischer Komponist († 1745)
- 04. April: Henrich Mencke, deutscher Orgelbauer († 1727)
- 20. April: Johann Conrad Gottfried Wildermett, Schweizer evangelischer Geistlicher und Kirchenlieddichter († 1758)
- 18. Juni: Antonio Maria Bononcini, italienischer Cellist und Komponist († 1726)
- 27. September: Giovanni Carlo Maria Clari, italienischer Kapellmeister und Komponist († 1754)
- 04. Oktober: Johannes Tribbechow, deutscher evangelisch-lutherischer Theologe und Kirchenlieddichter († 1712)

### Genaues Geburtsdatum unbekannt
- Christian Petzold, deutscher Organist und Komponist († 1733)

## Gestorben

### Todesdatum gesichert
- 00. März: Robert Cambert, französischer Organist und Komponist (* um 1628)
- 00. März: Sébastien Le Camus, französischer Komponist, Lautenist und Gambist (* um 1610)
- 24. Mai: Johann Martin Rubert, deutscher Organist und Komponist (* 1614)
- 28. Juni: Johann Franck, deutscher Jurist und Kirchenliederdichter (* 1618)
- 15. August: Domenico Gisberti, venezianischer Priester, Poet, Librettist und Schriftsteller (* 1635)
- 20. August: Aldebrando Subissati, italienischer Violinist und Komponist (* 1606)
- 00. August: Matthew Locke, englischer Komponist (* 1621)
- 11. November: Barbara Strozzi, italienische Komponistin (* 1619)
- 12. November: Gabriel Reilich, Organist und Komponist in Hermannstadt (* 1643?)
- 05. Dezember: Johannes Bornschürer, deutscher evangelischer Theologe und Kirchenlieddichter (* 1625)

### Geboren um 1677
- Peter Meier, deutscher Organist und Komponist (* um 1620)